# Olios greeni
Olios greeni är en spindelart som först beskrevs av Pocock 1901.  Olios greeni ingår i släktet Olios och familjen jättekrabbspindlar.
Artens utbredningsområde är Sri Lanka. Inga underarter finns listade i Catalogue of Life.